# Chronica Gallica van 511
De Chronica Gallica van 511, ook wel de Gallische Kroniek van 511 genoemd, is een kroniek in de vorm van annalen uit de late oudheid. Deze kroniek is overgeleverd in een enkel Latijns manuscript uit de dertiende eeuw, en bevindt zich nu in Madrid. Het manuscript doet denken aan een andere laat antieke Gallische kroniek, namelijk de Chronica Gallica uit 452, waarvan het mogelijk een voortzetting is.
Men vermoedt dat de Gallische kroniek van 511 evenals de kroniek van 452 geschreven werd in het zuiden van Gallië, mogelijk in Arles of Marseille. De schrijver ervan beschikte over diverse bronnen die men kan herleiden tot de geschriften van Sulpicius Severus, Hydatius, Orosius en de keizerlijke consulaire archieven. Omstreeks 733 werd de Gallische kroniek van 511 toegevoegd aan een compilatie van teksten in Spanje. Tegenwoordig beschouwt men het geschrift als een uiterst complex document, dat een samenvatting bevat – waarschijnlijk een samenvatting die verder is gecomprimeerd – van de kroniek van Severus die de geschiedenis van de wereld beschrijft. Door sommigen wordt het ook wel als een vroeg werk gezien dat Hydatius als bron gebruikte en diens geschiedenis nauwgezet herzag, en dat tevens een voortzetting is van de Chronicon van Eusebius, vertaald door Hiëronymus.
De kroniek bestrijkt een periode van 379 tot 511, waaraan zijn naam is ontleend. De gebeurtenissen zijn kort en bondig beschreven, en zijn slechts bij benadering te dateren door zeldzame verwijzingen naar een regeringsjaar van een keizer en door de (veronderstelde) chronologische volgorde van de gebeurtenissen. Van sommige gebeurtenissen is deze kroniek de enige bron die bestaat, onder meer rond de dood van Anthemiolus in 471.